# Alsópáhok
Alsópáhok (hongrois : Alsópáhok [ˈɒlʃoːpaːhok]) est une localité hongroise située dans le comitat de Zala.

## Histoire
Le nom d'Alsópáhok apparaît pour la première fois dans une source écrite en 1622, tandis que les documents plus anciens mentionnent la localité sous le nom de Hosszúpáh.
Des découvertes archéologiques sporadiques attestent d'une occupation humaine du territoire dès la préhistoire. Des vestiges datant du Néolithique, de l'Âge du cuivre, de l'Âge du bronze et du début de l'Âge du fer ont été mis au jour, ainsi que des traces de la culture de la céramique à décor linéaire et de la culture de Pécel. En 2009, lors des travaux de construction de la route 76, des vestiges appartenant à plusieurs périodes historiques ont été découverts à Hévízdomb.
Des fouilles archéologiques ont également révélé l'emplacement de l'ancienne église romane du village, dédiée à sainte Marguerite, mentionnée pour la première fois en 1369, mais probablement construite au XIe siècle. Elle fut détruite en 1778. Une autre église médiévale de la région, consacrée à la Vierge Marie et citée dès 1354, a également disparu. Sa dernière mention remonte à 1763. Cette église appartenait au village de Boldogasszony Páh, plus tard connu sous le nom de Nemesboldogasszonyfa, qui, au Moyen Âge, faisait partie du domaine du château de Zala. Le premier document attestant son existence date de 1259, où il est mentionné sous le nom de « Paah ». En 1350, le village fut donné aux nonnes d'Óbuda, bien que la famille noble Gersei Pethő y possédât également des terres. Au XIVe siècle, Keszthely s'appropria Páhsziget, mais, par décret du roi Sigismond en 1405, la localité fut reconquise.
Aux XVIe et XVIIe siècles, Alsópáhok se trouvait à la frontière entre deux empires, ce qui pesa lourdement sur la population. Les paysans devaient payer des impôts à la fois aux Ottomans et à leur seigneur, l'évêque de Veszprém, tout en subissant les pillages des soldats des garnisons frontalières.
L'église actuelle d'Alsópáhok fut construite à partir de 1770 à l'initiative d'Ignác Koller, évêque de Veszprém. L'église catholique romaine de Nemesboldogasszonyfa fut érigée en 1936.
En 1969, Alsópáhok devint le siège du conseil municipal commun, regroupant Felsőpáhok et, à partir de 1977, Nemesbük. En 1979, la région de Keszthely, y compris Alsópáhok, fut réintégrée au comitat de Zala. À la fin des années 1990, les localités associées retrouvèrent leur autonomie administrative.
En 1996, le Kolping Hotel ouvrit ses portes dans le centre du village, avec un agencement de type club. À cette occasion, l'ancien presbytère baroque fut restauré, et ses fresques intérieures furent reconstruites par le peintre Szilágyi András.
Alsópáhok possède également une association de citoyens volontaires pour la sécurité locale.

### Histoire de Nemesboldogasszonyfa
Nemesboldogasszonyfa est mentionnée pour la première fois en 1354 sous le nom de « Boldogasszony-Páh ». Un document de 1369 fait état d'une église en pierre dédiée à la Vierge Marie, et une source de 1472 mentionne un curé du nom de Lukács. La dernière trace écrite de cette église date de 1763, et aujourd'hui, il n'en subsiste aucun vestige. La chapelle actuelle de Nemesboldogasszonyfa fut construite en 1936.
La localité fut rattachée au district d'état civil d'Alsópáhok en 1895, puis intégrée administrativement à Alsópáhok en 1950.

## Population

### Minorités culturelles et religieuses
Lors du recensement de 2011, la répartition ethnique de la population était la suivante : Hongrois 92,9 %, Allemands 4,7 %, Russes 0,46 %, Roms 0,38 %. Concernant l'appartenance religieuse, 72,3 % de la population se déclaraient catholiques romains, 3 % réformés, et 4 % sans appartenance religieuse déclarée.
En 2022, 83,1 % des habitants se déclaraient hongrois, 4,2 % allemands, 0,7 % roms, 0,5 % Ukrainiens, 0,3 % Ruthènes, 0,2 % Roumains, et 0,1 % Serbes, Polonais, Grecs et Bulgare chacun. Environ 2,8 % appartenaient à une autre nationalité non autochtone, tandis que 14,2 % n'ont pas répondu à la question (les déclarations d'identités multiples peuvent entraîner un total supérieur à 100 %).
Concernant l'appartenance religieuse, 40,8 % des habitants se déclaraient catholiques romains, 3,4 % réformés, 0,7 % évangéliques, 0,3 % grecs-catholiques, 0,3 % orthodoxes, 0,1 % israélites, 1,1 % appartenant à une autre confession chrétienne et 1,5 % à une autre confession catholique. 8,3 % se déclaraient sans affiliation religieuse, tandis que 43,3 % n'ont pas répondu à la question.

## Équipements

### Réseaux extra-urbains
Alsópáhok est une commune située dans le comitat de Zala, en Hongrie. Elle s'étend sur environ 4 kilomètres de long, au sud-sud-ouest de Hévíz, au nord de la route principale 75.
La rue principale de la commune est la route 7351, qui traverse presque toute son étendue. C'est également là que se terminent la route 7332, qui traverse Hévíz, ainsi que la route 7509, en provenance de Sármellék.
Le territoire de la commune est également touché par la route principale 760, qui contourne plusieurs localités environnantes.
Alsópáhok comprend aussi la localité de Nemesboldogasszonyfa, accessible par la route 73 174, une route secondaire de 1,8 kilomètre se détachant de la 7351.